# صمت الفراشات (فلم)
صمت الفراشات هو فيلم دراما مغربي صدر سنة 2018، من إخراج حميد باسكيط، وبطولة كل من رشيد الوالي، وسعيدة باعدي، وأمين الناجي،. يتطرق الفيلم لموضوع العنف ضد المرأة والبيدوفيليا.

## القصة
يرصد الفيلم معاناة المرأة مع عنف المجتمع من خلال دور مليكة (سعيدة باعدي) أستاذة الرياضيات التي تواجه مشاكل عميقة مع زوجها، اضطرت بسبب ذلك إلى متابعة العلاج عند الطبيب النفسي عمر (أمين الناجي)، الذي حاول جاهدا رسم الأمل لديها والتشبث بالحياة.

## تشريفات وجوائز
حصد الفيلم جائزة العمل الأول في مسابقة نور الشريف للفيلم العربي الطويل، ضمن فعاليات الدورة 34 لمهرجان الإسكندرية لسينما بلدان البحر الأبيض المتوسط. كما تُوّجت الممثلة سعيدة باعدي بجائزة أحسن ممثلة عن دورها في الفيلم.
وتُوّج الفيلم أيضا بجائزة أحسن فلم بمهرجان روما للفيلم الإفريقي.

## روابط خارجية
- الفيلم على موقع سينما ميغاراما